# Marc d'Òtranto
Marc d'Òtranto (en llatí Marcus Hydruntis Episcopus o Marcus Idruntis Episcopus, en grec antic ἐπίσκοπος Ἱδροῦντος), va ser bisbe d'Òtranto probablement al segle viii. Lleó Al·laci diu que era ecònom o assistent de la gran església de Constantinoble abans de ser bisbe, i no se sap altra cosa de la seva vida.
Va escriure: Τῷ μεγάλω σαββάτῳ ἡ ἀκροστιχίς, Hymmus Acrostichus in Magnum Sabbatum, s. In Magno Sabbato Capita Versuum, un himne, no escrit en vers, que va publicar Aldo Manuzio en la seva versió llatina, segurament a Venècia l'any 1501. Fabricius l'inclou a la Bibliotheca Graeca.